# Gare de Shin-Shimonoseki
La gare de Shin-Shimonoseki (新下関駅, Shin-Shimonoseki) est une gare ferroviaire de la ville de Shimonoseki, dans la préfecture de Yamaguchi, au Japon. Elle est exploitée par la compagnie JR West.

## Situation ferroviaire
La gare de Shin-Shimonoseki est située au point kilométrique (PK) 477,1 de la ligne Shinkansen Sanyō et au PK 520,9 de la ligne principale Sanyō.

## Histoire
La gare a été inaugurée le 27 mai 1901 sous le nom de gare d'Ichinomiya. Elle est renommée Nagato-Ichinomiya en 1916. En 1928 la gare est déplacée à son emplacement actuel. 
Le Shinkansen arrive le 10 mars 1975 et la gare est renommée Shin-Shimonoseki.

## Service des voyageurs

### Accueil
La gare dispose d'un bâtiment voyageurs ouvert tous les jours, avec des guichets et des automates pour l'achat de titres de transport.

### Desserte
- Ligne Shinkansen Sanyō :
  - voies 1 et 2 : direction Hakata
  - voie 3 : direction Shin-Osaka
- Ligne principale Sanyō :

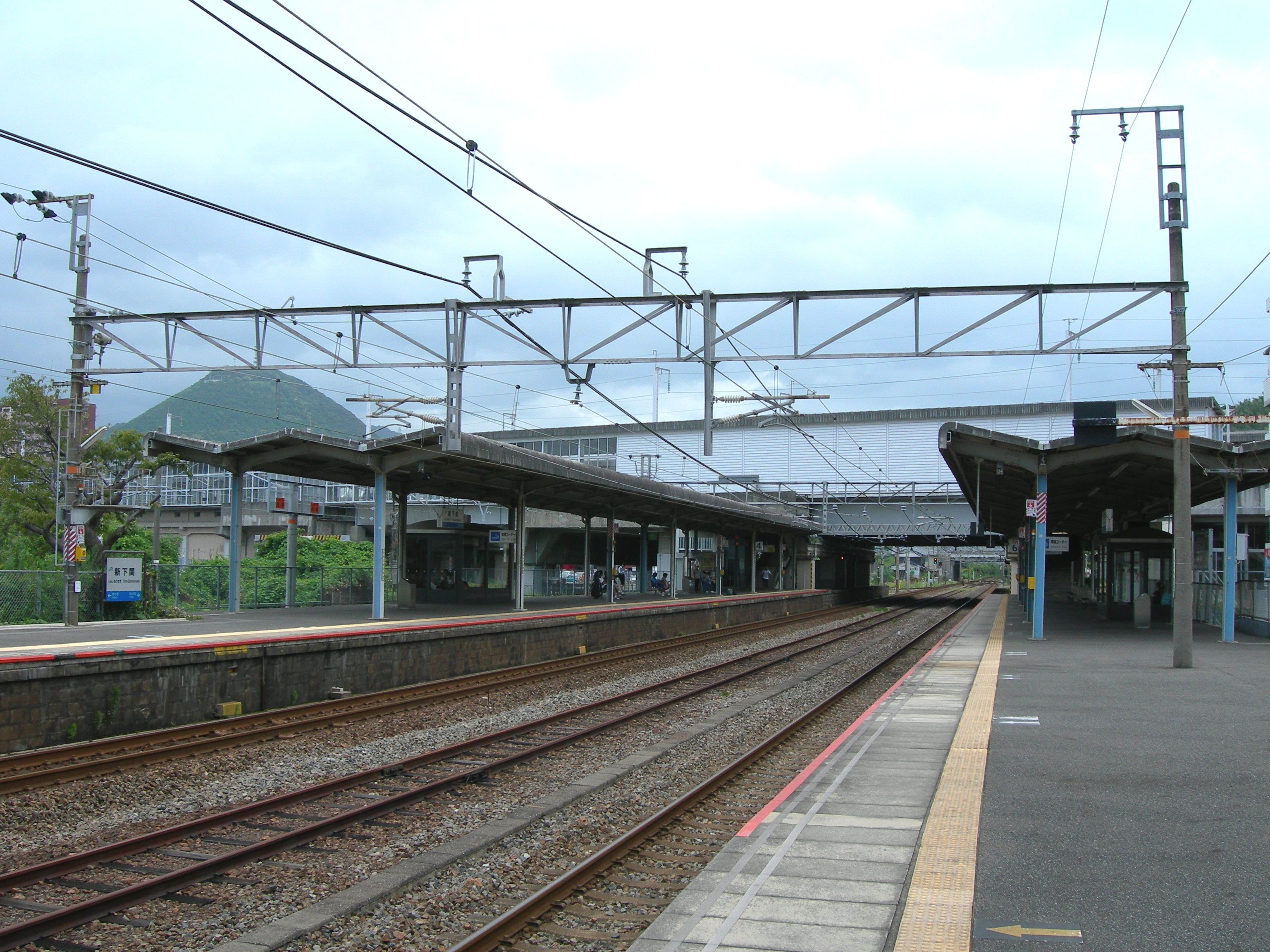
Vue des quais.

  - voie 4 : direction Shin-Yamaguchi
  - voie 6: direction Shimonoseki